# Calamaria alcalai
Calamaria alcalai — вид неотруйних змій родини полозових (Colubridae). Описаний у 2021 році.

## Назва
Видова назва вшановує філіппінського біолога Енджела Алькалу (нар. 1929), за його внесок в систематику, біогеографію та екологію земноводних та плазунів Філіппін.

## Поширення
Ендемік Філіппін. Поширений на острові Міндоро.